# 君がいなくちゃだめなんだ
「君がいなくちゃだめなんだ」（きみがいなくちゃだめなんだ）は、花澤香菜の8枚目のシングル。2015年2月24日にアニプレックスから発売された。

## 概要
花澤のシングルとしては、前作「こきゅうとす」から約2ヶ月ぶりのリリースである。また、同名の映画の主題歌として起用されている。

## 収録内容
| 全作詞: 岩里祐穂。 |                                            |           |              |      |
| #                  | タイトル                                   | 作詞      | 作曲・編曲   | 時間 |
| 1.                 | 「君がいなくちゃだめなんだ」               | 岩里祐穂  | 北川勝利     | 5:15 |
| 2.                 | 「Blessing Bell」                          | 岩里祐穂  | 北川勝利     | 5:25 |
| 3.                 | 「運命の女神」                             | 岩里祐穂  | Sound Around | 4:41 |
| 4.                 | 「君がいなくちゃだめなんだ」(Instrumental) | 岩里祐穂  |              | 5:14 |
| 合計時間:          | 合計時間:                                  | 合計時間: | 20:35        |      |

| #  | タイトル                                 | 作詞 | 作曲・編曲 |
| -- | ---------------------------------------- | ---- | ---------- |
| 1. | 「君がいなくちゃだめなんだ」(Music clip) |      |            |